# Gmina Gur i Zi
Gmina Guri i Zi (alb. Komuna Guri i Zi) – gmina w Albanii, położona w północno-zachodniej części kraju. Administracyjnie należy do okręgu Szkodra w obwodzie Szkodra. W 2012 roku populacja wynosiła 11717 mieszkańców. W skład gminy wchodzi jedenaście wsi: Guri i Zi, Juban, Ganjolle, Kuc, Renc, Vukatane, Gajtan, Ragam, Sheldi, Mazrek, Shpor-Mali.